# Korkananjärvi
Korkananjärvi är en sjö i Finland. Den ligger i kommunen Kuhmo i landskapet Kajanaland, i den östra delen av landet, 500 km nordost om huvudstaden Helsingfors. Korkananjärvi ligger 186,6 meter över havet. Arean är 1,13 kvadratkilometer och strandlinjen är 8,46 kilometer lång. Sjön  ingår i Uleälvens huvudavrinningsområde. 